# Rio Open
El Torneig de Rio de Janeiro, conegut oficialment com a Rio Open, és un torneig de tennis professional que es disputa anualment sobre terra batuda en el Jockey Club Brasileiro de Rio de Janeiro, Brasil. Actualment pertany a les sèries ATP World Tour 500 del circuit ATP masculí i en als International Tournaments del circuit WTA femení.
El torneig en categoria femenina només es va disputar les tres primeres edicions.

## Palmarès

### Individual masculí
| Any  | Campió                                            | Finalista                                         | Resultat                                          |
| ---- | ------------------------------------------------- | ------------------------------------------------- | ------------------------------------------------- |
| 2025 | Sebastián Báez (2)                                | Alexandre Müller                                  | 6−2, 6−3                                          |
| 2024 | Sebastián Báez                                    | Mariano Navone                                    | 6−2, 6−1                                          |
| 2023 | Cameron Norrie                                    | Carlos Alcaraz                                    | 5−7, 6−4, 7−5                                     |
| 2022 | Carlos Alcaraz                                    | Diego Schwartzman                                 | 6−4, 6−2                                          |
| 2021 | Torneig suspès a causa de la pandèmia de COVID-19 | Torneig suspès a causa de la pandèmia de COVID-19 | Torneig suspès a causa de la pandèmia de COVID-19 |
| 2020 | Cristian Garín                                    | Gianluca Mager                                    | 7−6(3), 7−5                                       |
| 2019 | Laslo Đere                                        | Félix Auger-Aliassime                             | 6−2, 7−5                                          |
| 2018 | Diego Schwartzman                                 | Fernando Verdasco                                 | 6−2, 6−3                                          |
| 2017 | Dominic Thiem                                     | Pablo Carreño Busta                               | 7−5, 6−4                                          |
| 2016 | Pablo Cuevas                                      | Guido Pella                                       | 6−4, 6−7(5), 6−4                                  |
| 2015 | David Ferrer                                      | Fabio Fognini                                     | 6−2, 6−3                                          |
| 2014 | Rafael Nadal                                      | Aleksandr Dolhopòlov                              | 6−3, 7−6(3)                                       |

### Individual femení
| Any  | Campiona            | Finalista                 | Resultat      |
| ---- | ------------------- | ------------------------- | ------------- |
| 2016 | Francesca Schiavone | Shelby Rogers             | 2−6, 6−2, 6−2 |
| 2015 | Sara Errani         | Anna Karolína Schmiedlová | 7−6(2), 6−1   |
| 2014 | Kurumi Nara         | Klára Zakopalová          | 6−1, 4−6, 6−1 |

### Dobles masculins
| Any  | Campions                                          | Finalistes                                        | Resultat                                          |
| ---- | ------------------------------------------------- | ------------------------------------------------- | ------------------------------------------------- |
| 2025 | Rafael Matos Marcelo Melo                         | Pedro Martínez Jaume Munar                        | 6−2, 7−5                                          |
| 2024 | Nicolás Barrientos Rafael Matos                   | Alexander Erler Lucas Miedler                     | 6−4, 6−3                                          |
| 2023 | Máximo González Andrés Molteni                    | Juan Sebastián Cabal Marcelo Melo                 | 6−1, 7−6(3)                                       |
| 2022 | Simone Bolelli Fabio Fognini                      | Jamie Murray Bruno Soares                         | 7−5, 6−7(2), [10−6]                               |
| 2021 | Torneig suspès a causa de la pandèmia de COVID-19 | Torneig suspès a causa de la pandèmia de COVID-19 | Torneig suspès a causa de la pandèmia de COVID-19 |
| 2020 | Marcel Granollers Horacio Zeballos                | Salvatore Caruso Federico Gaio                    | 6−4, 5−7, [10−7]                                  |
| 2019 | Máximo González Nicolás Jarry                     | Thomaz Bellucci Rogério Dutra Silva               | 6−7(7), 6−3, [10−7]                               |
| 2018 | David Marrero Fernando Verdasco                   | Nikola Mektić Alexander Peya                      | 5−7, 7−5, [10−8]                                  |
| 2017 | Pablo Carreño Busta Pablo Cuevas                  | Juan Sebastián Cabal Robert Farah                 | 6−4, 5−7, [10−8]                                  |
| 2016 | Juan Sebastián Cabal Robert Farah (2)             | Pablo Carreño Busta David Marrero                 | 7−6(5), 6−1                                       |
| 2015 | Pablo Andújar Oliver Marach                       | Martin Klizan Philipp Oswald                      | 7−6(3), 6−4                                       |
| 2014 | Juan Sebastián Cabal Robert Farah                 | David Marrero Marcelo Melo                        | 6−4, 6−2                                          |

### Dobles femenins
| Any  | Campiones                            | Finalistes                         | Resultat      |
| ---- | ------------------------------------ | ---------------------------------- | ------------- |
| 2016 | Verónica Cepede Royg María Irigoyen  | Tara Moore Conny Perrin            | 6−1, 7−6(5)   |
| 2015 | Ysaline Bonaventure Rebecca Peterson | Irina-Camelia Begu María Irigoyen  | 3−0, retirada |
| 2014 | Irina-Camelia Begu María Irigoyen    | Johanna Larsson Chanelle Scheepers | 6−2, 6−0      |